# أبركورن (كيبك)
أبركورن (بالإنجليزية: Abercorn, Quebec)‏ هي بلدية محلية في كيبيك تقع في كندا في Brome-Missisquoi Regional County Municipality. يقدر عدد سكانها بـ 391 نسمة ومساحتها 27.00 كم2 .